# Acokanthera laevigata
Acokanthera laevigata, pet do dvanaest metara visoko drvo iz porodice Apocynaceae ili zimzelenovki. Domovina mu je istočna Afrika, travnjaci Malavija i Tanzanije.
Cijela biljka je otrovna, a njezin otrov plemena su koristila za premazivanje vrhova strijela.